# جاناتان هریس
جاناتان هریس (انگلیسی: Jonathan Harris; ۶ نوامبر ۱۹۱۴ – ۳ نوامبر ۲۰۰۲) یک هنرپیشه، صداپیشه، و شاعر اهل ایالات متحده آمریکا بود. وی بین سال‌های ۱۹۳۸ تا ۲۰۰۲ میلادی فعالیت می‌کرد.

## گزیده فیلمشناسی
از فیلم‌ها یا برنامه‌های تلویزیونی که وی در آن نقش داشته‌است می‌توان به آثار زیر اشاره کرد.
- ماهیگیر بزرگ (۱۹۵۹)
- پینوکیو و امپراتور شب (۱۹۸۵)
- زندگی یک حشره (۱۹۹۸)
- داستان اسباب‌بازی ۲ (۱۹۹۹)
- منطقه نیمه‌روشن (سکوت (منطقه نیمه‌روشن)) ()
- بونانزا (۱۹۶۳)
- افسونگر (مجموعه تلویزیونی) (۱۹۶۸)
- گمشده در فضا (مجموعه تلویزیونی ۱۹۶۵ تا ۱۹۶۸) (۱۹۶۵–۱۹۶۸)
- بتل‌استار گالکتیکا (۱۹۷۸–۱۹۷۹)
- ماسک (پویانمایی) (۱۹۹۶)
- سوپرمن: مجموعه پویانمایی (۱۹۹۷)
- باز لایتیر فرماندهی ستاره (۲۰۰۰)